# Kemisk transportreaktion
En kemisk transportreaktion er i kemi en proces til rensning og krystallisation af ikke-flygtige faste stoffer. Processen er også medvirkende ved visse aspekter af mineralvækst ved udstrømning fra vulkaner. Teknikken er forskellig fra kemisk dampudfældnig, som sædvanligvis indebærer opløsning i molekylære bestanddele (f.eks. SiH4 → Si + 2H2), og som giver ensartede belægninger.
Teknikken, som populariseredes af professor Harald Schäfer, indebærer en reversibel omdannelse af ikke-flygtige grundstoffer og kemiske forbindelser til flygtige, afledte stoffer. Disse flygtige forbindelser passerer gennem en forseglet beholder, typisk et lufttomt glasrør, som er opvarmet. Et sted i røret, hvor temperaturen holdes på et andet niveau, vender det afledte stof tilbage til den oprindelige tilstand, og transportmediet frigives igen. Transportmediet er derfor af katalytisk natur. Teknikken kræver, at rørets to ender (som indeholder den prøve, der skal krystalliseres) har forskellig temperatur, hvilket opnås ved anvendelse af særlige elektriske røropvarmere. Metoden ligner meget og er måske inspireret af den såkaldte "Van Arkel de Boer-proces", der benyttes til at fremstille rent titan og vanadium og som benytter jod som transportmedium.

## Exotermiske og endotermiske reaktioner
Transportreaktionerne klassificeres efter termodynamikken i reaktionen mellem det faste stof og transportmediet. Når reaktionen is exotermisk, tranporteres det faste stof fra den koldeste del (som kan være ret varm) af reaktoren til den varmeste ende, hvor ligevægtskonstanten er mindre gunstig, så krystallerne vokser. Reaktionen med molybdændioxid med jod som transportmedium er en exotermisk proces, idet MoO2 bevæger sig fra den koldeste ende (700 °C) til den varmere (900 °C):
MoO2 + I2 {\displaystyle {\overrightarrow {\leftarrow }}} MoO2I2 ΔHrxn < 0 (exotermisk)
Med brug af 10 milligram jod til 4 gram fast stof tager processen adskillige dage.
I den modsatte situation, hvor reaktionen mellem det faste stof og transportmediet er endotermisk, transporteres det faste stof fra et varmere område til et koldere. For eksempel:
Fe2O3 + 6 HCl {\displaystyle {\overrightarrow {\leftarrow }}} Fe2Cl6 + 3 H2O ΔHrxn > 0 (endotermisk)
Mængden af jern(III)oxid holdes på 1000 °C, og produktet vokser frem ved 750 °C. HCl er transportmediet. Krystaller af hæmatit er observeret ved udmundingen af vulkaner på grund af kemiske transportreaktioner, hvor vulkansk brintklorid opløser jern(III)oxider.

## Halogenlamper
En reaktion svarende til MoO2-reaktionen udnyttes i halogenlamper. Wolfram, der er fordampet fra wolframtråden og omdannet med små mængder ilt og jod til WO2I2 ved den høje temperatur nær tråden, nedbrydes igen til wolfram, ilt og jod. 
WO2 + I2 {\displaystyle {\overrightarrow {\leftarrow }}} WO2I2 ΔHrxn < 0 (exotermisk)